# Les Deux Visages de ma fille
Les Deux Visages de ma fille ou Le reflet de mon âme (Stranger with My Face) est un téléfilm canadien réalisé par Jeff Renfroe, diffusé en 2009.

## Synopsis
Laurie Stratton, perd son père adoptif renversé par une voiture. Ce décès soudain bouleverse toute la famille et sa mère adoptive décide de quitter New York pour s'installer dans sa maison de vacances avec Laurie et sa fille cadette. Des présences inexplicables commencent à se produire et sa mère adoptive est amenée à avouer à Laurie qu'elle a une sœur jumelle qui a été adoptée par une autre famille. 
C'est cette sœur jumelle qui se manifeste en état de décorporation pour demander de l'aide.

## Fiche technique
- Titre original : Stranger with My Face
- Titre alternatif : Le Reflet de mon âme
- Réalisation : Jeff Renfroe
- Scénario : Jamie Pacino et Eric Tuchman
- Photographie : C. Kim Miles
- Musique James Jandrisch
- Pays : Canada
- Durée : 90 min

## Distribution
- Catherine Hicks : Shelley Stratton
- Alexz Johnson (V. F. : Natacha Muller) : Laurie Stratton / Lia Abbot
- Beau Mirchoff : Gordon Lambert
- Andrew Francis (V. F. : Thierry D'Armor) : Jeff Rankin
- Emily Hirst (V. F. : Chantal Macé) : Alexis Stratton
- Grace Sherman (V. F. : Caroline Pascal) : Helen Tuttle
- Christopher Gaze : Henry
- Luisa D'Oliveira (V. F. : Pamela Ravassard) : Nat Colson
- Nhi Do : Darlene
- Jason Griffith : Jase-Anthony
- Joanne Wilson (V. F. : Maïté Monceau) : Ellie Abbot
- Nimet Kanji (V. F. : Laura Zichy) : l'Infirmière